# Amtsgericht Rüthen
Das Amtsgericht Rüthen war von 1879 bis 1969 ein Amtsgericht mit Sitz in Rüthen.

## Geschichte
In Rüthen bestand von 1849 bis 1879 die Gerichtskommission Rüthen des Kreisgerichts Lippstadt. Im Rahmen der Reichsjustizgesetze wurden 1879 reichsweit einheitlich Oberlandes-, Land- und Amtsgerichte gebildet. Das königlich preußische Amtsgericht Rüthen wurde mit Wirkung zum 1. Oktober 1879 als eines von 17 Amtsgerichten im Bezirk des Landgerichtes Paderborn im Bezirk des Oberlandesgericht Hamm gebildet. Der Sitz des Gerichts war die Stadt Rüthen. Sein Gerichtsbezirk umfasste aus dem Kreis Lippstadt den Stadtbezirk Rüthen und das Amt Altenrüthen. Am Gericht bestand 1880 eine Richterstelle. Das Amtsgericht war damit ein kleines Amtsgericht im Landgerichtsbezirk.
Mit dem Ersten Gesetz zur Änderung der Organisation der ordentlichen Gerichtsbarkeit vom 24. Juni 1969 wurde das Amtsgericht Rüthen mit Ablauf des 30. Juni 1969 aufgehoben.